# Korolcea, Ripkî
Korolcea (în ucraineană Корольча) este un sat în comuna Tarasa Șevcenka din raionul Ripkî, regiunea Cernihiv, Ucraina.

## Demografie
Componența lingvistică a localității Korolcea
     Ucraineană (100%)
Conform recensământului din 2001, toată populația localității Korolcea era vorbitoare de ucraineană (100%).